# Silverkindad örtblomfluga
Silverkindad örtblomfluga (Cheilosia uviformis) är en tvåvingeart som först beskrevs av Becker 1894.  Silverkindad örtblomfluga ingår i släktet örtblomflugor, och familjen blomflugor.
Artens utbredningsområde är Schweiz. Arten är reproducerande i Sverige. Inga underarter finns listade i Catalogue of Life.